# 冥 (商朝先公)
冥（？—夏杼十三年），子姓，名冥。契之後，曹圉之子，王亥、王恆之父。商部族的第六任首領。雖然司馬遷著《史記·殷本紀》時，提到过他，不過沒有描述其的事蹟。

## 名称
王国维、郭沫若、胡厚宣等学者认为殷墟甲骨卜辞中的“季”便是冥，杨升南等学者认为卜辞中的“河”便是冥，而江林昌等学者认为河可能是另一位先公，而因为目前卜文材料的匮乏，尚无法定论“冥”、“季”、“河”之间的关系。
《楚辞·天问》载“季”为王亥、王恒之父，而《史记·殷本纪》载“冥”为“振”之父，一般认为“振”即是王亥，王国维等如此理推则认为“季”便是冥，则甲骨文中的“季”便是传世文献中的“冥”。
殷人用“河”以代表黄河，并沿用作黄河的河神，受到殷人重厚的祭祀。杨升南认为“河”即是任夏后氏水官的先公，冥。《国语·鲁语》、《竹书纪年》等记载“冥勤其官而水死”，因为冥治于黄河，死于黄河，所以被祭祀为“高祖河”。江林昌根据《屯南》1116、《合集》1182、《天理》454，记载的河、王亥、上甲的祭祀顺序，推断“河”可能是王亥之父，冥，或更早的一位先公，但该观点仍需更多的材料证明。

## 家世
冥的五世祖契因協助禹處理洪水完畢，被虞舜擔任司徒一職，負責掌管教育人民的權力，同時封於商（今陝西省商縣），使商部族因此誕生。曾祖父相土在夏相在位時，為了馴養馬匹，而製作乘馬。

## 生平
冥擔任夏少康的司空。少康十一年，冥受朝廷的命令，被派去處理黃河的問題。夏杼十三年，冥在黃河而身亡。使商部族的人固定在冬至時，為了歌頌冥的功德而祭祀他。其子王亥成為商部族的第七任首領。后世之人奉为水神，称之为玄冥。

## 家族
- 先世：
  - 五世祖：契[1]
  - 高祖父：昭明[1]
  - 曾祖父：相土[1]
  - 祖父：昌若[1]
  - 父親：曹圉[1]

- 子：
  - 兒子：王亥[1]、王恆[7]。